# Kis-Hárs-hegy
Le Kis-Hárs-hegy est un sommet de Hongrie situé dans le 2e arrondissement de Budapest dans les collines de Buda, entre János-hegy et Normafa. 